# 3027 Shavarsh
3027 Shavarsh је астероид главног астероидног појаса са средњом удаљеношћу од Сунца која износи 2,671 астрономских јединица (АЈ).
Апсолутна магнитуда астероида је 13,3 а геометријски албедо 0,058.